# 阿諾里
阿諾里是哥倫比亞的城鎮，位於該國北部，由安蒂奧基亞省負責管轄，始建於1808年，面積1,430平方公里，海拔高度1,535米，2005年人口9,638，人口密度每平方公里6.74人。
7°04′25″N 75°08′45″W / 7.07361°N 75.14583°W